# Martiri de sant Pere (Miquel Àngel)
El Martiri de sant Pere és un fresc del pintor renaixentista italià Miquel Àngel, executat a Capella Paulina del Palau Apostòlic (Ciutat del Vaticà). Data de l'any 1546-1550 i mesura 6,25 metres d'alt i 6,62 metres d'ample. És l'últim fresc realitzat per Miquel Àngel.
La pintura expressa el moment en què ja col·locat a la creu sant Pere, els soldats intenten d'aixecar, és la creu la que forma la principal línia compositiva en diagonal i el cap del sant el punt central de l'escena.